# Николаєнко Лев
Николаєнко Лев («Винниченко»; 1916, м. Винники Львівської обл. — 24 січня 1949, біля с. Грушка Тлумацького р-ну Івано-Франківської обл.) — лицар Бронзового хреста бойової заслуги УПА.

## Життєпис
Вояк УПА, бунчужний сотні УПА «Залізні» (1945), бунчужний куреня «Смертоносці» ТВ 22 «Чорний Ліс» (1946—1947). Технічний референт СБ (1947), а відтак керівник (1948-01.1949) Отинійського районного проводу ОУН.
Тяжко поранений під час сутички з опергрупою Тлумацького РВ МДБ, дострелився, щоб не потрапити живим в руки ворога.
Старший булавний УПА (?); відзначений Бронзовим хрестом бойової заслуги (14.10.1946).